# 杰里·亚当斯
傑拉德·亞當斯（1948年10月6日—），通称杰里·亚当斯（Gerry Adams），是愛爾蘭共和主義政治家、新芬黨领袖和自2011年2月至今的愛爾蘭下議院勞斯選區議員。
1983年至1992年和1997年至2011年期間，他也是英国国会西貝爾法斯特選區的棄權下議院議員。
自1983年以來，他一直是新芬黨领袖。自那時以來，新芬黨一直是愛爾蘭共和國的第四大黨、北愛爾蘭第二大黨與當地最大愛爾蘭民族主義政黨。1984年，亞當斯在一次阿爾斯特防衛協會策劃、包括約翰·格雷格的幾個槍手執行的企圖暗殺身負重傷，此後在1980年代末開始，亞當斯成為北愛爾蘭和平進程的重要人物：他最初接觸社會民主工黨主席約翰·休姆；並隨後與愛爾蘭和英國政府接觸。
2005年，臨時愛爾蘭共和軍表示結束其武裝活動，並宣布致力於民主政治；而亞當斯改變了新芬黨傳統對愛爾蘭議會及1986年以後以權力分享建立的北愛爾蘭議會棄權的政策，加入愛尔兰的两个议会，但在英國议会的议题上，新芬党坚守不向英国女王宣誓效忠的政策，维持棄权而不參加英國议会。
2014年，亞當斯因疑似與1972年讓·麥高偉綁架謀殺事件有關而被北愛爾蘭警察逮捕審問四天，後來警察未起訴釋放了他，並將文件彙編送至北愛爾蘭檢察署。

## 外部連結
- 格里·亞當斯概觀博客 （页面存档备份，存于）
- 《衛報》簡歷 （页面存档备份，存于）
- 新芬黨簡歷
- 杰里·亚当斯在互联网电影资料库（IMDb）上的資料（英文）
- WorldCat 聯合目錄中杰里·亚当斯的著作或與之相關的著作
- 來自《卫报》有關杰里·亚当斯的新闻和评论
- 杰里·亚当斯在《紐約時報》上的節選新聞及評論

| 大不列颠及北爱尔兰联合王国国会 | 大不列颠及北爱尔兰联合王国国会                           | 大不列颠及北爱尔兰联合王国国会 |
| ------------------------------ | -------------------------------------------------------- | ------------------------------ |
| 前任者： 格里·菲茨             | 英國下議院西貝爾法斯特議員 1983年－1992年 1997年－2011年 | 繼任者： 喬·漢均               |
| 前任者： 喬·漢均               | 英國下議院西貝爾法斯特議員 1983年－1992年 1997年－2011年 | 繼任者： 保羅·馬思期           |
| 政党职务                       |                                                          |                                |
| 前任者： 勞利·歐布萊德         | 新芬黨领袖 1983年－2018年                                | 繼任者： 瑪麗·盧·麥當勞        |